# ココナッツジュース
| ココナッツジュースの組成                                                                      | %      |
| --------------------------------------------------------------------------------------------- | ------ |
| 水                                                                                            | 95.5   |
| 窒素                                                                                          | 0.05   |
| リン酸                                                                                        | 0.56   |
| カリウム                                                                                      | 0.25   |
| 酸化カルシウム                                                                                | 0.69   |
| 酸化マグネシウム                                                                              | 0.59   |
|                                                                                               | g/100g |
| 鉄                                                                                            | 0.5    |
| 固体合計                                                                                      | 4.71   |
| 還元糖                                                                                        | 0.80   |
| 糖合計                                                                                        | 2.08   |
| 灰                                                                                            | 0.62   |
| Source: Pandalai, K. M. (1958). Coconut water and its uses. Coconut Bull. 12, No. 5, 167-173. |        |

ココナッツジュース（英: coconut water）は、若いココナッツの中に含まれている透明な液体。

## 概要

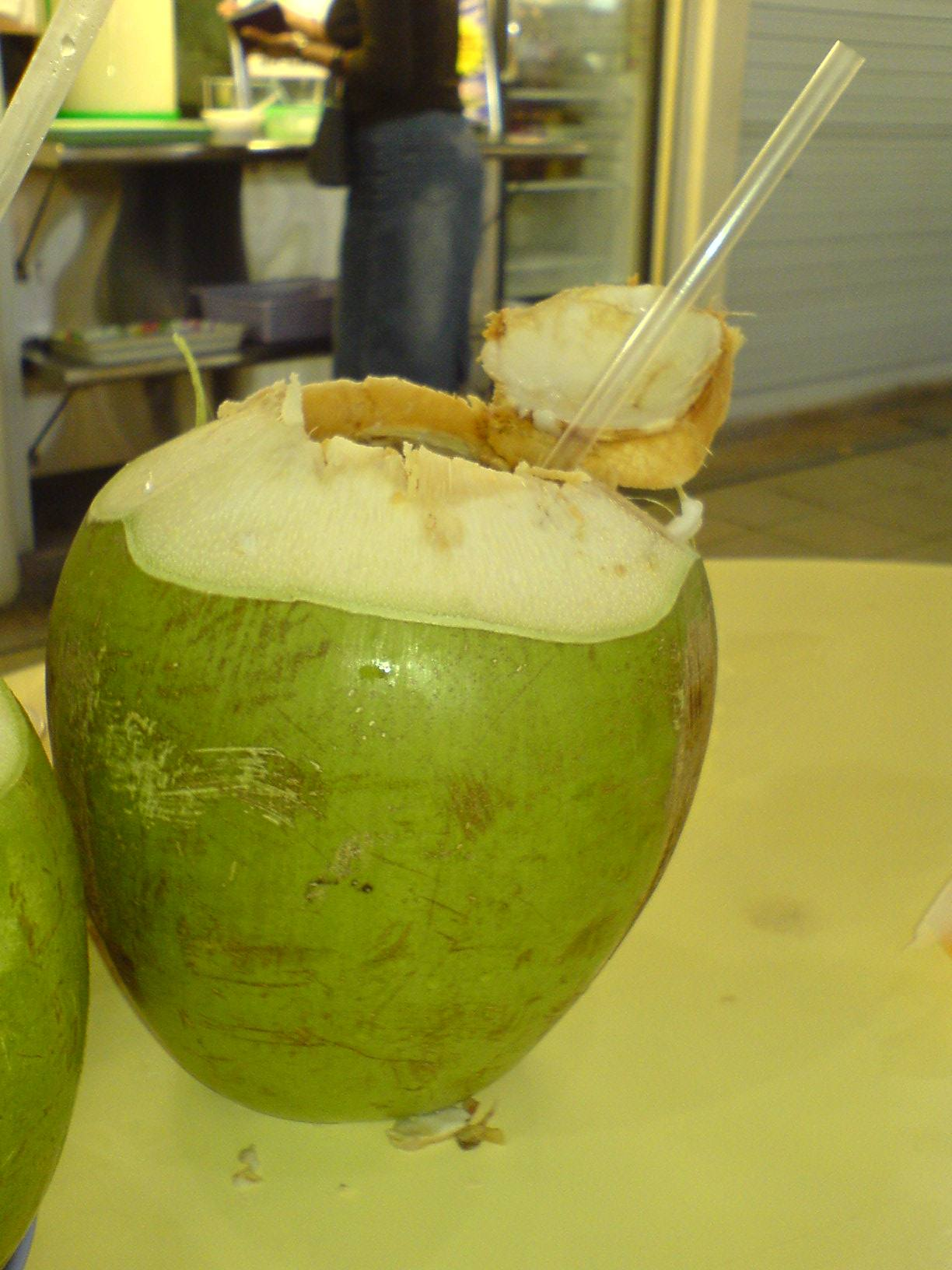
シンガポールで販売されるココナッツジュース用の若いココナッツ

ココナッツはココヤシの果実で、成熟するにつれココナッツジュースは徐々にココナッツの果肉と空気に置き換わる。若いココナッツの果肉は少なく、柔らかくほとんどゲル状である。ココナッツジュースは熱帯地方、特に東南アジア、ハワイ等の太平洋諸島、カリブ等で人気の飲み物であり、生や缶入り、瓶入りで販売されている。脂肪は含まれておらず、100グラム当たり16.7キロカロリーと低カロリーである。
ココナッツジュース用のココナッツは慎重に包装され、様々な場所で売られている。アジアでは、ココナッツの緑色の外殻は取り除かれ、中身がラップに包まれて売られる。中央アメリカ、特にコスタリカやパナマでは、高速道路の停留所や海辺で"agua de pipa"という名前で売られている。そこでは、鮮度を保証するために、客の目の前でココナッツを切って提供される。
ブラジルでは、ココナッツジュースは"agua de coco"と呼ばれ、オレンジジュースに次いでよく売れているジュースである。ココナッツジュースは、通常の缶やテトラパックに入れて売られている（そしてしばしばココナッツパルプやココナッツゼリーが加えられる）。カリウムやミネラルを豊富に含むため、スポーツドリンクとしても販売される。実際、コップ1杯のココナッツジュースは普通のスポーツドリンクよりも多くの電解質を含み、1本のバナナよりも多くのカリウムを含む。
ココナッツジュースには人それぞれの好みがあるが、一般的には、表面にいくつかの染みができた緑色のココナッツのものが最も人気がある。ココナッツが収穫された場所によっても、風味の違いがある。例えば、インドのココナッツは甘く、ブラジルのココナッツはマイルドで、バングラデシュのココナッツは、その土壌のせいで、若干塩味があってとても甘い。
生理食塩水が入手できない発展途上国では、ココナッツジュースが静脈点滴に用いられることもある。

## 収穫
ココナッツジュース用の新鮮なココナッツは、通常実が緑色のうちに木から収穫され、内部の液体に届くように穴が開けられる。若いココナッツでは、液体には圧力がかかっており、内側の殻を貫通した時に液体が飛び散ることがある。